# سوق الحوت (صفاقس)

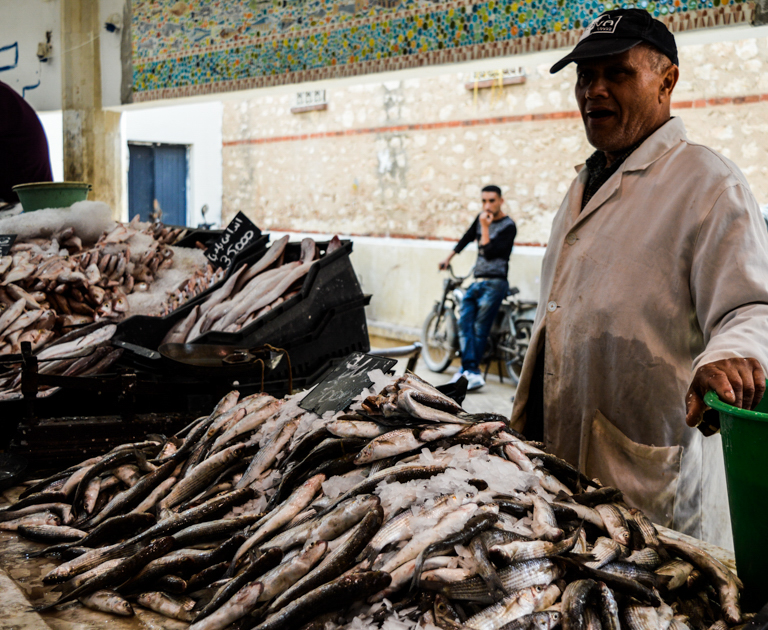
صورة لتاجر بسوق الحوت بصفاقس

سوق الحوت أو سوق الأسماك هو واحد من أشهر الأسواق الموجودة بالمدينة العتيقة بصفاقس  نظرا لكثرة و تنوع الأسماك المعروضة فيه. 

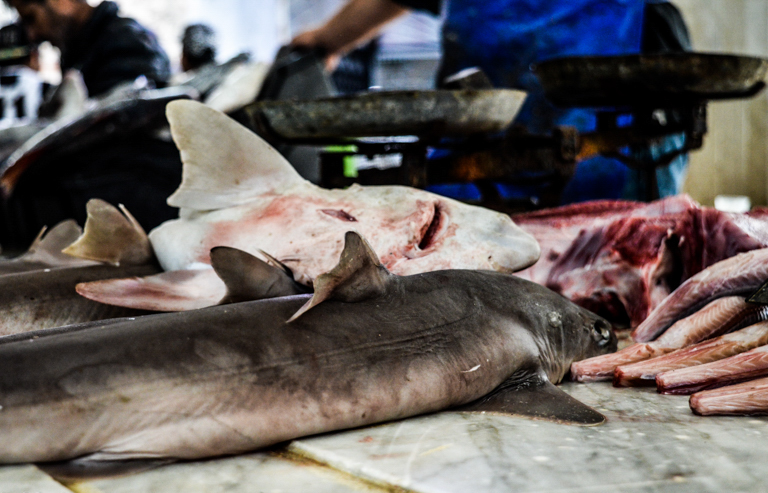
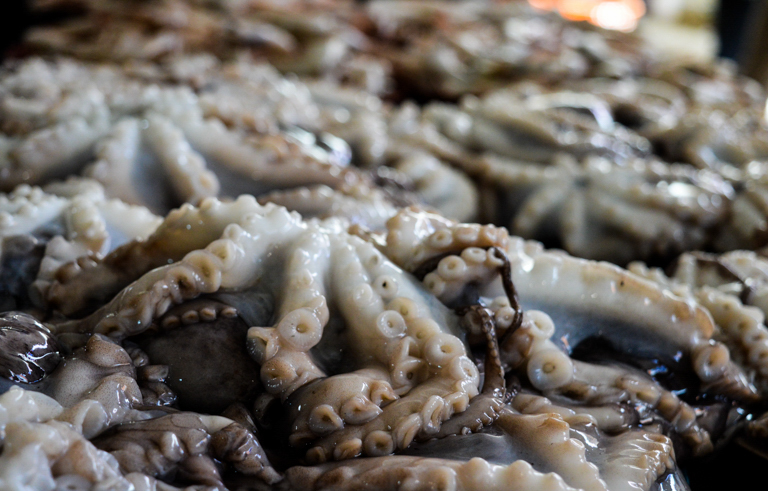
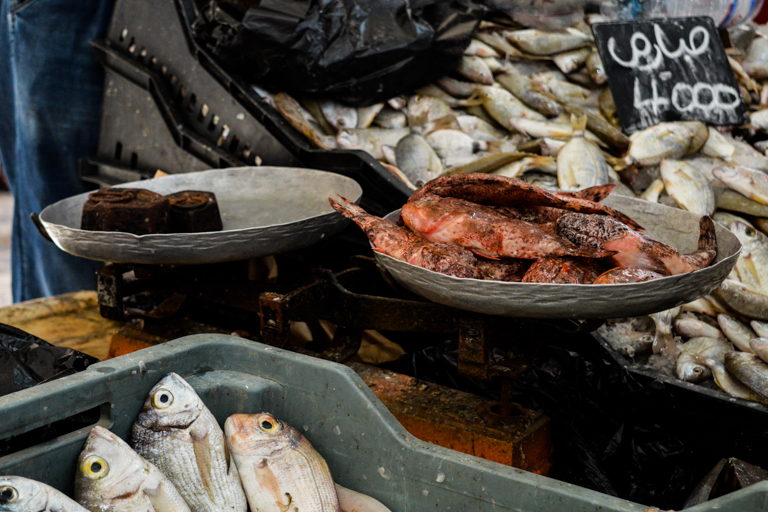
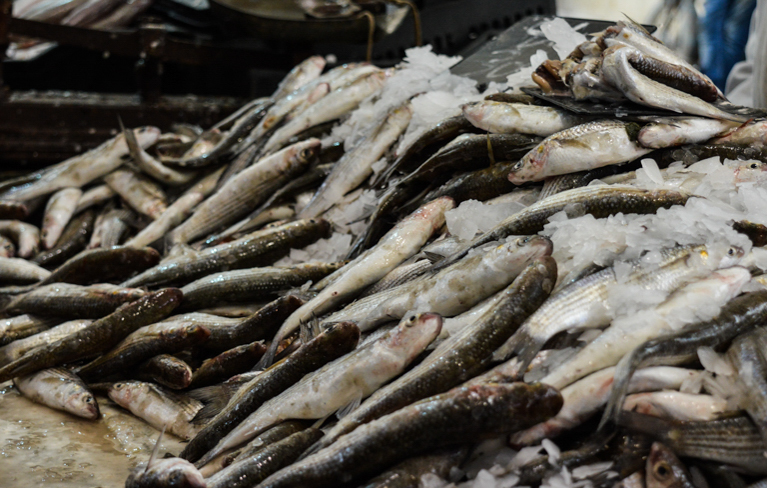
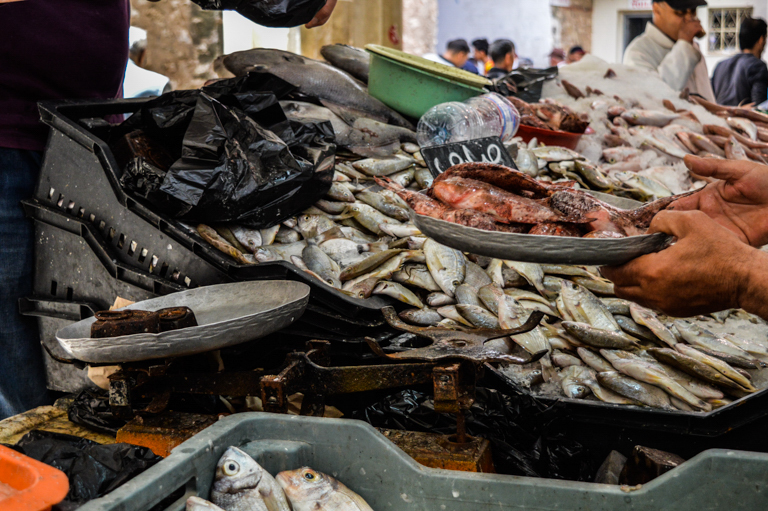
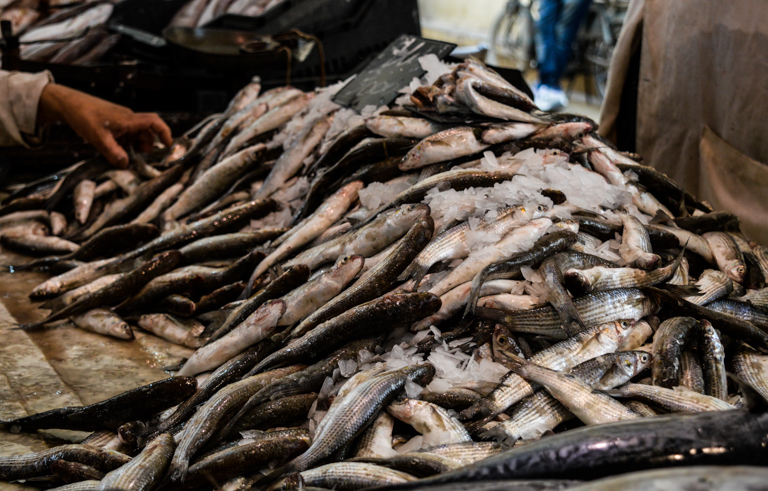
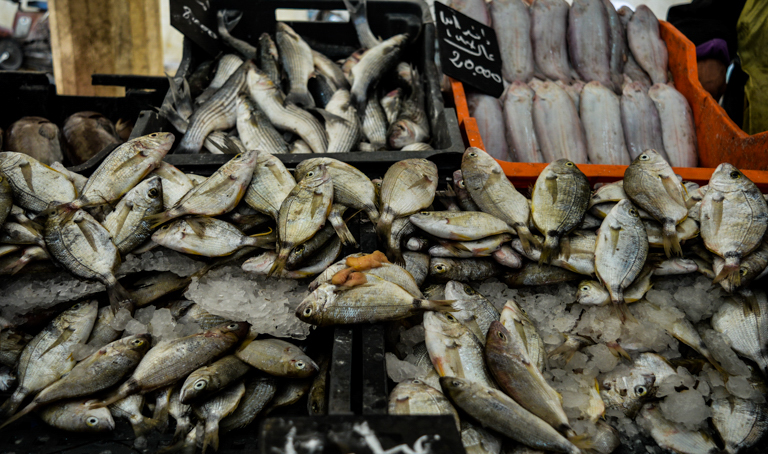
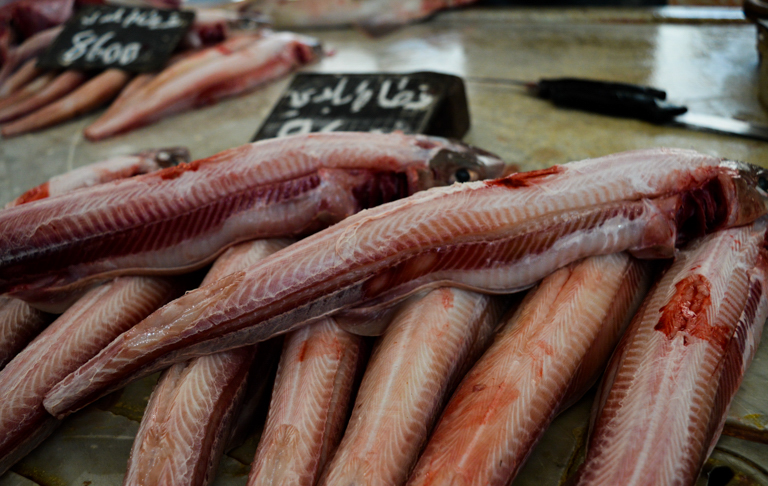

## تاريخه
أول سوق للسمك يصفاقس كان بساحة باب الديوان الداخلية حيث كانت تباع الأسماك تحت صومعة جامع العجوزين. و أخذ السوق بالتوسع تدريجيا فإمتد على نهج الجامع الكبير. وقد كان بعض تجار السمك يبيتون في السوق في أكواخ و خيام و ظل كذلك بشكله البدائي إلى غاية سنتي 1952 و 1953 حيث شيد السوق الحالي مكان سوق التبن.

## عمارته
له باب رئيسي به ثلاث فتحات و أبواب فرعية 